# Burgdorf
Burgdorf (Berthoud en francès) és un municipi del cantó de Berna (Suïssa), cap del districte de Burgdorf.

## Personatges il·lustres
- Emil Theodor Kocher (1841-1917) cirurgià, Premi Nobel de Medicina o Fisiologia de l'any 1909.